# Седокова, Анна Владимировна
А́нна Влади́мировна Седоко́ва (укр. Анна Володимирівна Сєдокова; род. 16 декабря 1982, Киев, Украинская ССР, СССР) — украинская поп-певица, автор песен, дизайнер одежды, актриса, теле- и радиоведущая. Получила известность на Украине в 2000 году, став ведущей утреннего шоу «Подъём». В России стала известна как участница украинской женской поп-группы «ВИА Гра», попав в неё в 2002 году. Седокова являлась основной вокалисткой и лидером состава, который журналисты и поклонники коллектива позднее назвали «золотым». Покинув группу в 2004 году, Седокова начала сольную карьеру, сконцентрировавшись на роли ведущей таких  российских телепроектов, как «Пять звёзд», «Король ринга 2», «Новые песни о главном» и других. В 2014 году Седокова запустила собственный бренд одежды «LA Story».

## Биография

### Детство
Родилась 16 декабря 1982 года в городе Киеве.
Мать — Светлана Георгиевна Седокова — учитель музыки и английского языка. Отец — Владимир Львович Седоков — работал генеральным директором киевского телеканала «Марс-ТВ». На Украину родители переехали из Томска, оставить который они были вынуждены из-за сложных отношений между их семьями. По словам Седоковой:
Мамины родители, дедушка — фотограф, бабушка, врач-рентгенолог, жили, можно сказать, скудно. А у папы, напротив, семья была очень состоятельная. Бабушка и дедушка по папиной линии — профессора. Они категорически воспротивились будущему браку сына. И тогда папа и мама решили бежать за тридевять земель, в Киев.
Когда Седоковой исполнилось пять лет, отец оставил семью. Некоторое время она жила с бабушкой в Томске, затем отец забрал её в Киев, спустя некоторое время она вновь осталась с матерью, потеряв отца из вида практически на двадцать лет. По словам Седоковой, выйти на связь с ней отец попытался лишь во время её первой беременности, написав на e-mail, но она не стала отвечать, посчитав это неуважением к своей матери. В 2010 году Седокова узнала, что её отец погиб.
До восемнадцати лет жила с матерью и братом в Киеве в районе Воскресенки. Мать работала учительницей музыки и английского языка, подрабатывала репетиторством.
С раннего детства она занималась музыкой и танцами. В 6 лет стала участницей народного ансамбля Украины «Світанок». Окончила общеобразовательную школу с золотой медалью, с отличием окончила музыкальную школу по классу фортепиано. Поступила в Киевский национальный университет культуры и искусств по специальности «Актёр и ведущий телевидения», окончив его с красным дипломом. В 15 лет работала моделью, некоторое время работала ведущей в клубе, затем — ведущей в программе «O-TV Models» на украинском музыкальном канале «O-TV». Спустя некоторое время Седокова стала ведущей утреннего шоу «Подъём» на «Новом канале», параллельно вела радиошоу «Девичник» на радио Super-Nova.

### «ВИА Гра»
В начале 2000 года Седокова принимала участие в кастинге в новую женскую поп-группу, которая позже получила название «ВИА Гра». Кастинг не прошла из-за возраста — на тот момент ей было семнадцать лет, и продюсеры сочли её слишком юной для такого коллектива. Лишь в начале 2002 года, когда группу было решено превратить из дуэта в трио, Седокова вошла в состав «ВИА Гры». Стала первой рыжеволосой участницей группы. Седокова быстро стала фронт-вокалисткой и лидером коллектива, при ней группа достигла наибольшего успеха, их состав с Надеждой Грановской и Верой Брежневой журналисты и поклонники группы до сих пор называют «золотым» составом «ВИА Гры», самым сильным, успешным и сексуальным за всю историю группы. В мае 2004 года Седокова покинула группу, вышла замуж за футболиста Валентина Белькевича и родила дочь Алину. Однако вскоре решила вернуться на сцену.

### Сольная карьера
Уйдя из группы «ВИА Гра», Седокова снялась для мужского журнала Maxim, будучи на четвёртом месяце беременности. В апреле 2006 года певица под псевдонимом «Аннабель» выпустила клип на песню «Моё сердце». Первое после перерыва появление на сцене состоялось в сентябре на фестивале «Пять звёзд» в Сочи, Седокова стала обладателем «Приза зрительских симпатий». В конце года прошла кастинг и стала ведущей программы «Новые песни о главном» на Первом канале. В ноябре певица снялась в клипе группы «Джанго» «Гуляй, гроза». В декабре снялась для журнала Playboy, поскольку 90 % читателей этого журнала хотели видеть на обложке именно её. В 2006 году стала лауреатом фестиваля «Песня года» (Украина) с песней «Моё сердце».
Осенью 2006 года Седокова подписала контракт со звукозаписывающей компанией REAL Records. В ноябре был анонсирован релиз дебютного сольного альбома певицы, который, однако, не состоялся. В январе 2007 года прошли съёмки видеоклипа на композицию «Самая лучшая девочка», режиссёром которого выступил Виктор Придувалов. Певица появилась со своими песнями в нескольких передачах на российских и украинских каналах.

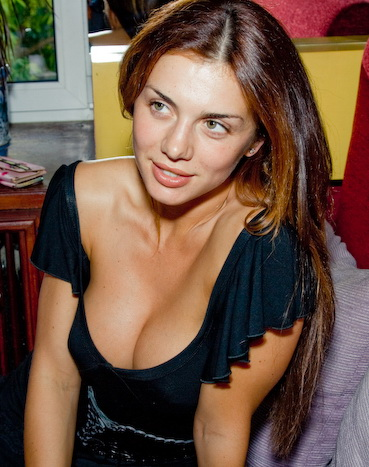
Анна Седокова в 2008 году

В 2008 году стала соведущей шоу российского «Первого канала» «Король ринга», ведущей украинского телешоу «Телезвезда — суперзвезда», а также приняла участие в проекте Ильи Авербуха «Ледниковый период-2», где её партнёром стал фигурист-профессионал Андрей Хвалько. В сентябре выпустила клип на песню «Привыкаю». На украинском телевидении вышел сериал «Сила притяжения» с участием Седоковой. По итогам 2008 года Седокова была признана самой сексуальной телеведущей России по мнению рейтинга «ТОП 10 SEXY» «Радио Монте-Карло» и самой стильной телеведущей Украины по мнению ELLE Style Awards. В декабре 2008 года стала обладателем диплома фестиваля «Новые песни о главном» за песню «Привыкаю».
В марте стала участницей музыкального шоу Первого канала «Две звезды». Напарником был Вадим Галыгин. 2 июня на «Русском Радио» представила новую песню «Селяви» (позднее название сменилось на «Драма»), автором которой стали Седокова и музыкальный продюсер Дмитрий Климашенко. 9 октября на Love Radio состоялась премьера песни «Холодное сердце», которую Седокова записала совместно с Джиганом. В 2009 году Седокова снялась в фильме «Москва. RU», гонорар от съёмок в котором отдала на благотворительность.
В марте 2010 года вышла книга Седоковой «Искусство соблазнения». В мае 2010 года вышли два клипа — сольный клип «Драма» и дуэтный клип с рэпером Джиганом «Холодное сердце», снятый в октябре 2009 года. В сентябре приняла участие в шоу «Звезда+Звезда», украинском аналоге проекта «Две звезды», в паре с Виктором Логиновым. В октябре объявила о начале концертного тура по городам СНГ и представила новую шоу-программу в московском клубе Pacha. В ноябре приняла участие в юбилейном концерте группы «ВИА Гра», который прошёл на Украине. На концерте исполнила несколько композиций вместе с группой и солистками разных лет, а также две сольные композиции. В ноябре прошли съёмки клипа на песню «Ревность», имеющего откровенный сюжет и намёки на лесбийскую любовь. Видео и фото со съёмок клипа вызвали скандал, после которого клип был перемонтирован для показа по телевидению в дневное время, премьера состоялась 22 декабря на канале RU.TV. Также в 2010 году вышла дуэтная версия клипа «Привыкаю» совместно с рэп-командой «Караты», снятая в 2008 году и включающая не вошедшие в оригинал сцены. В декабре завершились съёмки комедии «Беременный», в котором Седокова сыграла главную роль. В конце года также представила мэшап песни «Холодное сердце» и песни украинского певца Макса Барских S.L.
С 2010 года стала обучаться актёрскому мастерству в студии Скотта Седиты в Западном Голливуде (Лос-Анджелес, Калифорния).
В 2011 году приняла участие во втором сезоне телешоу «Звезда+Звезда», стала ведущей передачи «Женская логика» на украинском канале ICTV. В июне состоялась премьера песни «Love U», выложенной для свободного скачивания на официальном сайте.
5 сентября в Москве состоялась премьера фильма «Беременный», а 8 сентября фильм вышел в общероссийский прокат.
16 сентября на канале российской музыки Ello состоялась премьера клипа на песню «Космос», саундтрека к фильму.
Осенью Седокова стала ведущей российской версии реалити-шоу «Проект Подиум», премьера которого состоялась 8 октября на канале «MTV Россия».
11 сентября состоялась премьера клипа на песню «Что я наделала?», а в ноябре — премьера клипа на песню «Небезопасно», спетую вместе с Мишей Крупиным.
В 2013 году Седокова вместе с Жаном Алибековым была ведущей казахского реалити-шоу «Седьмая раса», аналога проекта «Битва экстрасенсов».
14 января 2014 года Седокова выпустила видеоклип на композицию «Сердце в бинтах». 31 мая того же года певица получила премию RU TV за клип на песню «Между нами кайф», который одержал победу в номинации «Самое сексуальное видео». 3 июня состоялась премьера видео на песню «Дотронься», снятого Сергеем Гуманом. Осенью Седокова стала одним из членов жюри в музыкальном телепроекте «Хочу к Меладзе». В последнем выпуске этого шоу певица представила композицию «Пираньи», а 12 декабря вышел клип на эту песню.
В 2016 году Седокова стала обладателем премии RU TV за клип «Пока, милый». Клип также получил номинацию премии Муз-ТВ в категории «Лучшее женское видео» и одержал победу на премии «Fashion People Awards» как «Лучшее Fashion-видео». В том же году певица была номинирована на премию журнала Glamour «Женщина года 2016» в категории «Лучшая певица». 1 марта выпустила дебютный альбом «Личное», который сразу после выхода занял первую строчку в российском чарте ITunes и удерживался на ней в течение следующей недели. В ноябре 2016 года стала одним из членов жюри «Мисс студенчество России-2016»[значимость факта?]. В том же месяце Седокова стала ведущей и выступила на церемонии вручения «Реальной премии MusicBox».
В ноябре 2017 года Седокова выпустила альбом «На воле», который занял второе место в российском ITunes. Седокова выступила соавтором музыки большинства композиций и автором текстов всех песен. В преддверии выхода альбома были выпущены клипы на песни «Увлечение», «Не твоя вина» и «На воле», с ними в рамках промокампании альбома певица выступила на телешоу «Новая Фабрика звёзд», «Партийная зона Муз-ТВ» и других, а также на фестивалях «VK Fest» и «Жара». Клип на песню «Увлечение» имел виральный успех в интернете, о нём и сопутствующем ему флэшмобе, запущенном певицей в соцсетях, писали в том числе британские таблоиды The Sun и Daily Mail.
В 2018 году клип «Увлечение» был номинирован на премию телеканала RU TV, Седокова также стала ведущей церемонии награждения. В марте приняла участие в записи гимна телеканала Жара. Появилась в качестве приглашённой звезды в скетчкоме ТНТ «Love Is». В апреле выпустила сингл «Ни слова о нём», возглавивший российский песенный чарт ITunes. В том же месяце клип «Не твоя вина» был номинирован на премию Муз-ТВ в категории «Лучшее женское видео». В июне Седокова стала обладательницей премии Fashion People Awards за клип «Не твоя вина». В сентябре выпустила сингл «Шантарам», дебютировавший со второй и добравшийся до первой строчки в российском отделении ITunes. 25 декабря Седокова представила новую песню «Не могу» в выпуске программы Андрея Малахова «Прямой эфир» на телеканале «Россия-1», который был посвящён певице.
В феврале 2019 года Седокова была номинирована на премию «Жара Music Awards» в двух категориях — «Лучшая певица» и «Лучший клип» за видео на песню «Шантарам». В том же месяце на Первом канале состоялась премьера телешоу «Главная роль» с участием Седоковой.
11 марта 2020 года Анна Седокова и Миша Марвин выпустили композицию «Я закохався». В тот же день на YouTube-канале лейбла Black Star состоялась премьера клипа на эту песню, снятого Александром Ли. 9 июня Седокова представила видео на сингл «Теплее», которое снималось в условиях карантина, связанного с пандемией COVID-19. 15 сентября в Московском Доме книги на Новом Арбате должна была пройти презентация книги Анны Седоковой «Я сильная. Я справлюсь», но в итоге мероприятие перенесли на 2 октября. В декабре певица подписала контракт с компанией Universal Music. Первой работой на этом лейбле стал сингл «Привязана к тебе», выпущенный 9 декабря. 22 декабря состоялась премьера лирик-видео на эту композицию.
26 февраля 2021 года Седокова выпустила сингл «Нам пора». 4 июня на лейбле Universal Music Russia состоялся релиз мини-альбома «Эгоистка», в который вошли пять треков. 29 июня был выпущен клип на песню «Не люби его», режиссёром которого выступил Миша Вовк. 6 августа Седокова представила концертный альбом Secret Soul, записанный во время выступления певицы в эфире «Авторадио». 1 октября на лейбле Media Land состоялся релиз сингла «Обезболил».
15 июля 2022 года Седокова представила песню «Прощай, Амиго», написанную почти за девять лет до релиза. 11 ноября состоялась премьера ремейка композиции группы «ВИА Гра» «Не оставляй меня, любимый!», приуроченного к 20-летию музыкальной карьеры Седоковой. В том же месяце певица выступила с живым концертом в эфире шоу «Мурзилки Live» на «Авторадио».
В 2022 году приняла участие в шоу «Маска. Танцы» на СТС в образе Божьей коровки.
15 февраля 2023 года Седокова выпустила видеоклип на песню «Не оставляй меня, любимый!», снятый ею совместно с Алиной Верипя. 31 марта на лейбле Kiss Koala состоялся релиз нового альбома Анны Седоковой «Сердце в бинтах», приуроченного к 20-летию музыкальной карьеры певицы. Помимо новых и ранее неизданных треков, в пластинку вошли уже известные композиции, включая «Сердце в бинтах», «Привыкаю», «Драма», «Что я наделала?» и «Между нами кайф».
30 июня 2024 года появилась в шоу «Выжить в Дубае» на «ТНТ», и вскоре покинула его.
24 января 2025 года стало известно, что она стала участницей «Выжить в Самарканде. Игра сезонов» на «ТНТ».

## Взгляды и публичные высказывания
В 2013 году Седокова выступила с критикой так называемого закона о «гей-пропаганде», принятого Государственной думой Российской Федерации. В интервью радиостанции «Эхо Москвы» певица выразила недоумение расплывчатой формулировкой закона, задавшись вопросом «что есть пропаганда?». Седокова заявила, что авторы и сторонники закона «не вправе указывать кому-то другому кого ему любить и чем ему заниматься».
В 2020 году Седокова поддержала казахстанскую певицу Dequine, рассказавшую о сексуальных домогательствах со стороны коллег. Седокова заявила о сексуальных домогательствах, которым подверглась в подростковом возрасте и призвала женщин «вместе, поддерживая друг друга, дать понять, что так с нами нельзя». Она также обратила внимание на проблему мизогинии в текстах русскоязычных исполнителей-мужчин и сексизма на российском телевидении.

## Семья
Старший брат — Максим Седоков.

### Личная жизнь
Первый муж (с 23 июня 2004 года по начало 2006) — белорусский и украинский футболист, капитан киевского «Динамо» Валентин Белькевич (1973—2014). Дочь Алина Белькевич (род. 8 декабря 2004).
Второй муж (12 февраля 2011 — февраль 2013) — бизнесмен Максим Чернявский (род. 30 августа 1986). Дочь Моника Чернявская (род. 19 июля (по другим данным — 24 июля) 2011) родилась в Седарс-Синайском медицинском центре (Калифорния, США).
Встречалась (с июня 2014 по июнь 2015 и с декабря 2015 по 26 мая 2016) с танцором Сергеем Гуманом.
8 апреля 2017 года родила сына Гектора. Отцом ребёнка является бизнесмен Артём Комаров, с которым Седокова рассталась вскоре после родов.
Летом 2019 года стало известно о связи Седоковой с латвийским баскетболистом «Химок» Янисом Тиммой (1992—2024). 6 сентября 2020 года пара заключила брак. В октябре 2024 года Седокова подала на развод. В декабре они развелись.

## Критика и санкции
Седокова и ряд других украинских знаменитостей подвергались критике на Украине со стороны СМИ и местных активистов, когда после аннексии Крыма и начала российско-украинской войны они продолжали давать концерты в России. Седокова оказалась в центре ряда негативных публикаций, в частности, из-за получения музыкальных наград от российских телеканалов и выступлений в Государственном Кремлёвском дворце.
В сентябре 2022 года, на фоне вторжения России на Украину, Седокова попала под санкции Украины наряду с украинскими певицами Таисией Повалий, Ани Лорак и телеведущей Региной Тодоренко.

## Дискография

### Сольные студийные альбомы
- «Личное» (2016)
- «Настоящее (Live)» (2017)
- «На воле» (2017)[74]
- «Про любовь» (2019)[137]
- «Эгоистка» (2021)
- «Сердце в бинтах» (2023)[138]

### Сольные синглы

#### 2013
- Mezhdu Nami (feat. Sender)

#### 2015
- «Пока, милый!»
- «Танго»
- «Драма»
- «Привыкаю»
- «Месяц май»

#### 2016
- «О тебе» (Teejay Remix)
- «Я буду»
- «Вселенная»
- «Вселенная» (Alex Milano Remix)
- «Самый лучший»

#### 2017
- «Увлечение»
- «Увлечение» (Teejay Remix)

#### 2018
- «Ни слова о нём»
- «Ни слова о нём» (Krivda Remix)
- «Шантарам»
- «Шантарам» (DJ Noiz Remix)
- «Шантарам» (feat. Лёша Свик)
- «Не могу»

#### 2019
- «Санта Барбара»
- «Спички»
- «ЯЖЕМАТЬ»
- «Давай с тобой напьёмся»
- «Влюблённые»
- Vibe
- «Алые губы»
- «Игристое, детка!»
- «Чиполлино»

#### 2020
- «Привязана к тебе»
- «Привязана к тебе» (DJ Varda Remix)

#### 2021
- «Нам пора»
- «Обезболил»
- «Обезболил» (Teejay Remix)

#### 2022
- «Прощай, Амиго»
- «Не оставляй меня, любимый»

#### 2023
- «Пятый угол»
- «Пятый угол» (Remix & Acoustic)

#### 2024
- «Набери»
- «Я искала тебя»
- «Полюбила себя»

### Концертные альбомы
- Secret Soul (2021)[139]

### Альбомы в составе «ВИА Гры»
- Попытка № 5 (Переиздание) (2002)
- Стоп! Снято! (2003)
- Stop! Stop! Stop! (2003)
- Биология (2003)

### Сборники, вышедшие после ухода Седоковой
- Бриллианты (2005)
- MP3 Collection (2006)
- Поцелуи (2007)
- Эмансипация (2008)
- Лучшие песни (2008)
- Всё лучшее в одном (2015)

### Синглы (CD) в составе «ВИА Гры»
- Kill My Girlfriend (2003) (как V.I.A. «Gra»)
- Stop! Stop! Stop! (2003) (как V.I.A. «Gra»)

### EP в составе «ВИА Гры»
- Стоп! Снято! (2003)

### DVD и VCD в составе «ВИА Гры»
- Стоп! Снято! (2003)
- Nu Virgos: MV Collection (2004) (как Nu Virgos)

## Видеография

### Клипы в составе «ВИА Гры»
- 2002 — Стоп! Стоп! Стоп!
- 2002 — Good morning, папа

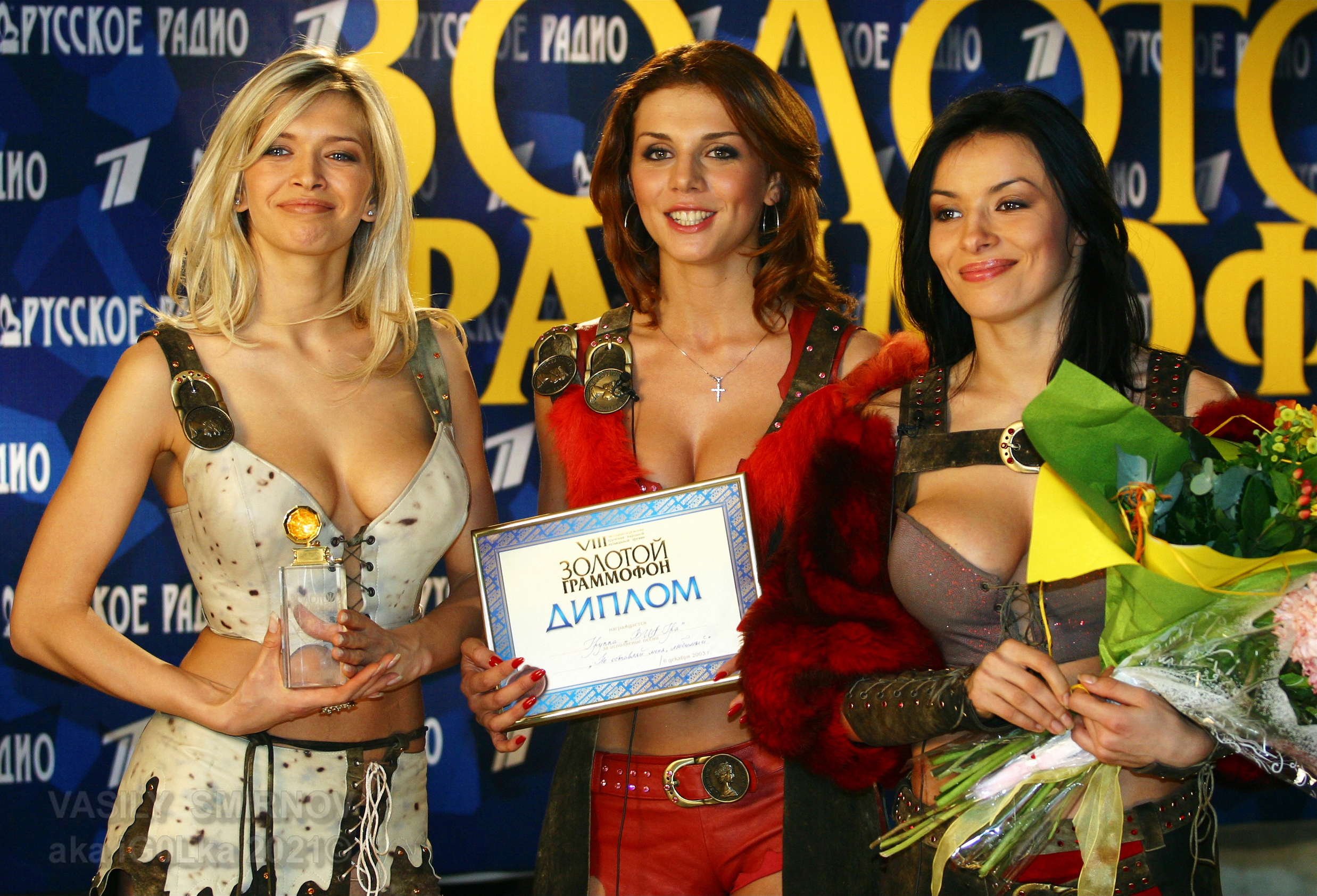
2003 год

- 2003 — Не оставляй меня, любимый!
- 2003 — Я не поняла
- 2003 — Не оставляй меня, любимый! (space mix by YaD)
- 2003 — Убей мою подругу
- 2003 — Вот такие дела
- 2003 — Океан и три реки (совместно с Валерием Меладзе)
- 2003 — Stop! Stop! Stop!
- 2003 — Don’t Ever Leave Me Love
- 2003 — Kill My Girlfriend / 愛の罠
- 2003 — Till the Morning Light
- 2004 — Притяженья больше нет (совместно с Валерием Меладзе)

### Сольные клипы
| Год  | Клип                                                 | Режиссёр                         |
| ---- | ---------------------------------------------------- | -------------------------------- |
| 2006 | «Моё сердце»                                         | Максим Сметана                   |
| 2007 | «Самая лучшая девочка»                               | Виктор Придувалов                |
| 2008 | «Привыкаю»                                           | Катя Царик                       |
| 2010 | «Привыкаю» (feat. «Караты»)                          | Катя Царик                       |
| 2010 | «Холодное сердце» (feat. Джиган)                     | Константин Черепков              |
| 2010 | «Драма»                                              | Филипп Ли                        |
| 2010 | «Ревность»                                           | Дмитрий Мисюра                   |
| 2011 | «Космос»                                             | неизвестно                       |
| 2012 | «Что я наделала»                                     | Виктор Скуратовский              |
| 2012 | «Небезопасно» (feat. Миша Крупин)                    | Анна Седокова                    |
| 2013 | «Удали»                                              | Владимир Шкляревский             |
| 2013 | «Между нами кайф»                                    | Евгений Тимохин                  |
| 2014 | «Сердце в бинтах»                                    | Евгений Тимохин                  |
| 2014 | «Дотронься»                                          | Сергей Гуман и Дмитрий Кочнев    |
| 2014 | «Пираньи»                                            | Сергей Гуман                     |
| 2015 | «Тише» (feat. Monatik)                               | Сергей Гуман                     |
| 2015 | «Пока, милый»                                        | Алан Бадоев                      |
| 2016 | «О тебе»                                             | Станислав Морозов                |
| 2016 | «Вселенная»                                          | Анна Седокова                    |
| 2016 | «Самый лучший»                                       | Александр Бабаев                 |
| 2017 | «Первая любовь»                                      | Анна Седокова                    |
| 2017 | «Увлечение»                                          | Gabriel D. Hiram                 |
| 2017 | «Не твоя вина»                                       | Анна Седокова и Gabriel D. Hiram |
| 2018 | «На воле»                                            | Анна Седокова и Алина Верипя     |
| 2018 | «Ни слова о нём»                                     | Дмитрий Авдеев                   |
| 2018 | «Шантарам»                                           | Алан Бадоев                      |
| 2018 | «Шантарам» (feat. Лёша Свик)                         | Алан Бадоев                      |
| 2018 | «Не могу»                                            | Настасья Швед                    |
| 2019 | «Санта Барбара»                                      | Данила Волков и Анна Седокова    |
| 2019 | «ЯЖЕМАТЬ»                                            | Алан Бадоев                      |
| 2019 | «Алые губы»                                          | Неизвестно                       |
| 2020 | «Игристое, детка»                                    | Олег Филипенко                   |
| 2020 | «Я закохався» (feat. Миша Марвин) (Acoustic Version) | Неизвестно                       |
| 2020 | «Грааль»                                             | Анна Седокова                    |
| 2020 | «Теплее»                                             | Олег Пилипенко                   |
| 2020 | «Самолёты»                                           | Алина Герман                     |
| 2020 | «Привязана к тебе»                                   | Денис Трегубов                   |
| 2021 | «Набирай меня»                                       | Виктория Пашута                  |
| 2021 | «Не люби его»                                        | Miisha Vovk                      |
| 2023 | «Не оставляй меня, любимый»                          | Анна Седокова, Алина Верипя      |
| 2023 | «Всё сложно»                                         | Неизвестно                       |

### Как актриса
| Год  | Клип                                        | Режиссёр          |
| ---- | ------------------------------------------- | ----------------- |
| 1999 | «Зачекай» (клип ТНМК)                       | Виктор Придувалов |
| 2003 | «Я не могу без тебя» (клип Валерия Меладзе) | Семён Горов       |
| 2006 | «Гуляй-гроза» (клип Джанго)                 | Виктор Придувалов |
| 2016 | «Around» (клип TARSHIN)                     | Станислав Морозов |
| 2018 | «Найти тебя» (клип Иды Галич)               | Рина Касюра       |

## Чарты
| Год  | Название                       | Чарты                               | Чарты                              | Чарты                                       | Чарты                               | Чарты                             | Чарты                           | Альбом                             |
| Год  | Название                       | Россия и СНГ (TopHit Общий Топ-100) | Россия (TopHit Московский Топ-100) | Россия (TopHit Санкт-Петербургский Топ-100) | Украина (TopHit Украинский Топ-100) | Украина (TopHit Киевский Топ-100) | Радиочарт по заявкам TopHit 100 | Альбом                             |
| ---- | ------------------------------ | ----------------------------------- | ---------------------------------- | ------------------------------------------- | ----------------------------------- | --------------------------------- | ------------------------------- | ---------------------------------- |
| 2008 | «Привыкаю»                     | 13                                  | 36                                 | 27                                          | 61                                  | 22                                | 23                              | «Сердце в бинтах»                  |
| 2009 | «Холодное сердце» feat. Джиган | 181                                 | 82                                 | —                                           | 34                                  | 28                                | 56                              | «Холодное сердце» (альбом Джигана) |
| 2010 | «Драма»                        | 123                                 | —                                  | —                                           | 512                                 | 59                                | 30                              | «Сердце в бинтах»                  |
| 2011 | «Love U»                       | 174                                 | —                                  | —                                           | 84                                  | 232                               | 20                              | «Сердце в бинтах»                  |
| 2012 | «Такси»                        | 225                                 | —                                  | —                                           | 732                                 | —                                 | 65                              | «Сердце в бинтах»                  |
| 2012 | «Что я наделала»               | 167                                 | —                                  | —                                           | 37                                  | 50                                | 96                              | «Сердце в бинтах»                  |
| 2013 | «Самый лучший»                 | 158                                 | —                                  | —                                           | 47                                  | 188                               | 60                              | без альбома                        |
| 2013 | «Между нами» feat. Sender      | 158                                 | —                                  | —                                           | 95                                  | 65                                | 58                              | «Сердце в бинтах»                  |
| 2013 | «Сердце в бинтах»              | 203                                 | —                                  | —                                           | —                                   | —                                 | 63                              | «Личное»/«Сердце в бинтах»         |
| 2014 | «Дотронься»                    | 168                                 | —                                  | —                                           | 70                                  | 25                                | 125                             | «Сердце в бинтах»                  |
| 2016 | «О тебе»                       | 195                                 | —                                  | —                                           | 446                                 | 457                               | 226                             | «Личное»                           |
| 2016 | «Я буду»                       | 155                                 | —                                  | —                                           | 125                                 | 110                               | 40                              | без альбома                        |

- «—» песня отсутствовала в чарте
- чарты «Tophit Украинский Топ-100» и «Tophit Российский Топ-100» основаны в 2011 году

## Карьера радиоведущей
- 2002 — Девичник (Super-Nova Radio)[17]

## Карьера телеведущей
- 2001 — «O-TV Models» (OTV)
- 2002 — «Подъём!» (Новый канал)
- 2006 — «Новые песни о главном» (Первый канал)
- 2007 — «Пять звёзд» (Первый канал)
- 2007 — «Шанс» (заменяла Наталью Могилевскую, Інтер)
- 2008 — «Король ринга 2» (Первый канал)
- 2008 — «Телезвезда-Суперзвезда» (Украина)
- 2008 — «Оливье-шоу»[143] (Первый канал)
- 2011 — «Женская логика» (ICTV)
- 2011 — «Проект Подиум (Российская версия)» (MTV Россия)
- 2014 — Музыкальный Хит-Парад «21+» (Телеканал M1 Украина)
- 2017 — «PRO-Новости» (Муз-ТВ)
- 2017 — «Вокруг света во время декрета» (СТС)
- 2018 — «10 Sexy» (Муз-ТВ)[144]

## ТВ-проекты
- 2001 — «Скрытая камера» (1+1)
- 2002 — «Казаки-разбойники» (Новый канал)
- 2003 — «Поколение СТС» (СТС)
- 2004 — «Новогодняя ночь-2004» (Первый канал)
- 2006 — «Властелин горы» (Первый канал)
- 2006 — «Пять звёзд» (Первый канал)
- 2006 — «Большие гонки 2» (Первый канал)
- 2008 — «Ледниковый период 2» (Первый канал)
- 2009 — «Две звезды» (Первый канал)
- 2010 — «Звезда+Звезда» (1+1)
- 2010 — «Стиляги-шоу» (Россия-1)
- 2011 — «Звезда+Звезда. Второй сезон» (1+1)
- 2012 — «Магия» (Россия-1)
- 2012 — «Только один» (Украина)[145]
- 2013 — «Хочу V ВИА Гру» (1+1/«НТВ»)
- 2014 — «Хочу к Меладзе» (Украина/«НТВ»)
- 2019 — «Главная роль» (Первый канал)
- 2019 — «Форт Боярд» (СТС)
- 2021 — «Орёл и решка 10 лет»
- 2022 — «Маска. Танцы» (СТС)

## Фильмография
| Год  |    | Название                              | Роль                                            |
| ---- | -- | ------------------------------------- | ----------------------------------------------- |
| 2002 | тф | Золушка                               | английская принцесса (в титрах — Анна Седокова) |
| 2003 | ф  | Новогоднее ограбление                 | камео                                           |
| 2006 | ф  | Родственники                          | Имя персонажа не указано                        |
| 2007 | ф  | Тунгусский метеорит (не был завершён) | Имя персонажа не указано                        |
| 2008 | с  | Сила притяжения                       | Катя                                            |
| 2009 | ф  | Москва.Ru (не был завершён)           | камео                                           |
| 2011 | ф  | Беременный                            | Диана Добролюбова, жена Сергея                  |
| 2013 | с  | Как закалялся стайл                   | камео                                           |
| 2013 | с  | Виталька/Віталька                     | камео                                           |
| 2018 | с  | Love is…                              | камео                                           |

## Награды и номинации
| Год  | Награда                                         | Номинация                       | Номинированная работа | Результат |
| ---- | ----------------------------------------------- | ------------------------------- | --------------------- | --------- |
| 2006 | «Песня года» (Украина)                          | «Диплом фестиваля»              | «Моё сердце»          | Победа    |
| 2008 | «Новые песни о главном»                         | «Диплом фестиваля»              | «Привыкаю»            | Победа    |
| 2008 | Премия Радио Монте-Карло «Топ 10 Sexy»          | «Самая сексуальная телеведущая» | Анна Седокова         | Победа    |
| 2008 | Премия журнала Elle Украина «Elle Style Awards» | «Самая стильная телеведущая»    | Анна Седокова         | Победа    |
| 2014 | «Премия RU.TV»                                  | «Самое сексуальное видео»       | «Между нами кайф»     | Победа    |
| 2016 | «Премия RU.TV»                                  | «Самое сексуальное видео»       | «Пока, милый!»        | Победа    |
| 2016 | «Fashion People Awards»                         | «Лучшее Fashion-видео»          | «Пока, милый!»        | Победа    |
| 2016 | «Премия Муз-ТВ»                                 | «Лучшее женское видео»          | «Пока, милый!»        | Номинация |
| 2016 | Премия журнала Glamour «Женщина года 2016»      | «Певица года»                   | Анна Седокова         | Номинация |
| 2017 | Премия журнала ОК! «Больше, чем звёзды»         | «Герой из сети»                 | Анна Седокова         | Номинация |
| 2018 | Премия журнала HELLO! «Самые стильные в России» | «Самая стильная мама»           | Анна Седокова         | Победа    |
| 2018 | «Премия RU.TV»                                  | «Самое сексуальное видео»       | «Увлечение»           | Номинация |
| 2018 | «Fashion People Awards»                         | «Стиль года»                    | Анна Седокова         | Номинация |
| 2018 | «Fashion People Awards»                         | «Лучшее Fashion-видео»          | «Не твоя вина»        | Победа    |
| 2018 | «Премия Муз-ТВ»                                 | «Лучшее женское видео»          | «Не твоя вина»        | Номинация |
| 2019 | «Жара Music Awards»                             | «Лучшая певица»                 | Анна Седокова         | Номинация |
| 2019 | «Жара Music Awards»                             | «Лучший клип»                   | «Шантарам»            | Номинация |
| 2019 | «ZD Awards»                                     | «Sexy Ж»                        | Анна Седокова         | Номинация |